# Mauricio Sánchez
Mauricio Javier Sánchez Aranzola (Caracas, Venezuela; 20 de enero de 1975), más conocido como Mauricio Sánchez, es un actor de cine, teatro y televisión venezolano. Es hijo del actor venezolano Nicolás Sánchez y de la actriz colombiana Valeria Aranzola. Es conocido por su participación en diversas telenovelas.

## Trayectoria
- Caídas del Cielo                   (2012)
- El Clon			        (2011)
- Los Victorinos			(2010)
- Victoria	(2008-2009)
- Pecados ajenos			(2008)
- Amor sin maquillaje		(2007)
- La dama de troya		        (2006-2007)
- La tormenta	(2006)
- Amarte así 			(2005)
- Los plateados			(2004)
- Pasión de Gavilanes		(2003)
- El derecho de nacer		(2001)
- Tres Mujeres	   	(1999)
- Te sigo amando 		(1997)
- Belleza de mujer		        (1995)
- Para ti				(1994)
- Los caminos de la vida		(1992)